# Antoinette VII

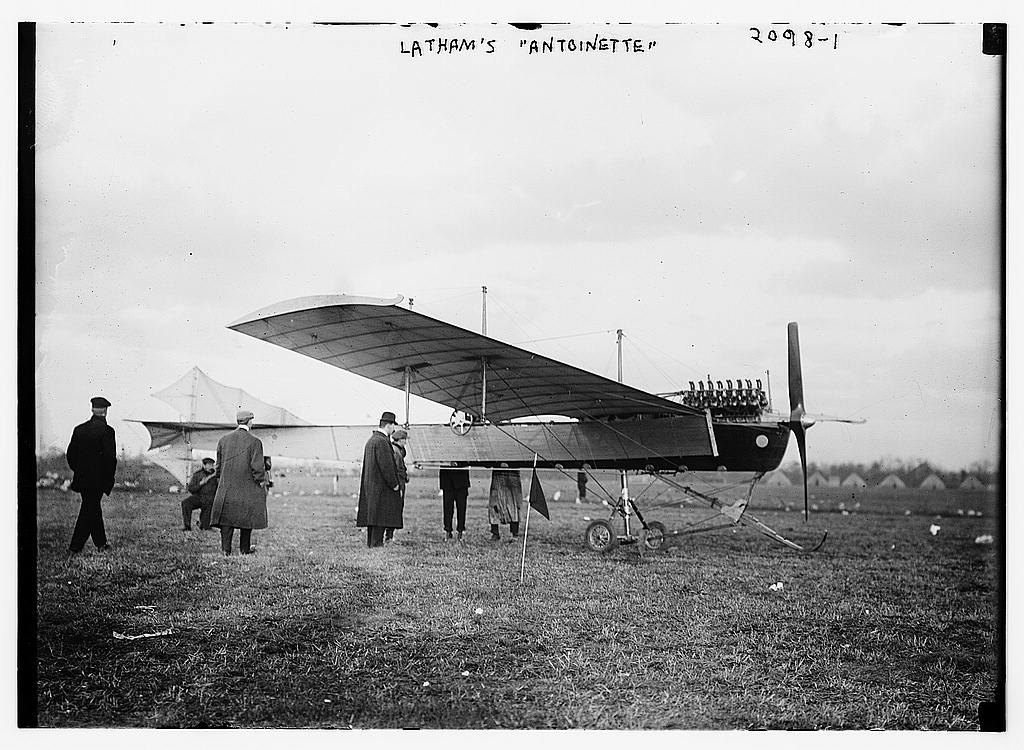
Um Antoinette VII, ~1909.

O Antoinette VII, foi um protótipo de um monoplano, monomotor francês construído e voado pela Antoinette em 1909.

## Histórico
O Antoinette VII foi um desenvolvimento do Antoinette IV, com um motor V8 de maior potência usando o sistema de arqueamento das asas desenvolvido por Levavasseur para o Antoinette V, no lugar dos ailerons usados no Antoinette IV.
Com esse avião, Levavasseur esperava que o piloto de testes da Antoinette, Hubert Latham, pudesse efetuar a travessia do Canal da Mancha, que havia sido tentada anteriormente com o Antoinette IV, ganhando o prêmio oferecido pelo Daily Mail para esse feito. O primeiro voo do Antoinette VII ocorreu em 25 de julho de 1909, o mesmo dia em que Louis Blériot teve êxito em cruzar o canal com seu Blériot XI. Determinado, Latham fez a sua tentativa em 27 de julho, porém com o mesmo resultado da tentativa com o modelo anterior, ou seja, Latham fazendo um pouso forçado na água, só que desta vez com a costa inglesa visível a apenas 1,6 km de distância. O piloto e o avião foram resgatados pelo HMS Russell.
No mês seguinte, Latham voou o mesmo avião na Grande Semaine d'Aviation de la Champagne, vencendo a competição de altitude com 155 m e ficando em segundo na competição pelo circuito mais rápido, com a velocidade de 68,9 km/h.

## Especificação
Estas são as características do Antoinette VII:
- Características gerais:
  - Tripulação: um (modificações posteriores, depois de 1910, permitiram um passageiro)
  - Comprimento: 11,5 m
  - Envergadura: 12,8 m
  - Altura: 3,0 m
  - Área da asa: 50 m²
  - Peso vazio: 590 kg
  - Motor: 1 x Antoinette 8V, um V8 refrigerado à água de 50 hp.

- Performance:
  - Velocidade máxima: 70 km/h